# Магда Секей
Магда Секей (на унгарски: Magda Székely) е унгарска преводачка, поетеса и писателка на произведения в жанра лирика и мемоари. Носителка е на наградата „Кошут“.

## Биография и творчество
Магда Секей е родена на 28 юли 1936 г. в Будапеща, Унгария, в асимилираното еврейско семейство на Оскар Секели и Ленке Бергида. През 1944 г. по време на Втората световна война майка ѝ е отвлечена от нацистите пред очите ѝ. Майка ѝ и няколко нейни роднини загиват в концентрационните лагери. Тя оцелява в католически манастир въпреки антисемитските настроения. След войната отраства сред немските селяни. В периода 1955 – 1959 г. следва в унгарско-българския факултет на университета „Лоранд Етвьош“ в Будапеща.
След дипломирането си работи като главен редактор на издателство „Семена“. В периода 1969 – 1991 г. е главен редактор на Европейското издателство. От 1991 г. работи в издателство Downtown.
Рядко и малко е публикувана. Първата ѝ книга, стихосбирката „Каменна дъска“ (Kőtábla), е издадена през 1962 г. Втората ѝ стихосбирка „Трансформация“ (Átváltozás) е издадена през 1975 г.
През 1964 г. се омъжва за поета Андраш Мезеи. Имат син – Габор (1964). Скоро след раждането му те се разделят, но поддържат житейска и творческа връзка.
В следващите години издава още два тома с избрана поезия, а след това преиздава своите стихове допълнени с нови произведения. През 1994 г. е издадена книгата ѝ „Рай“ (Eden), в която под формата на интервю с писателя Андраш Мезеи представя темата за войната, преследването и оцеляването на евреите.
Прави множество преводи на произведения за деца (Робърт Грейвс, Памела Травърз, Свен Делблан, Блага Димитрова, и др.).
Носителка на много литературни награди, включително наградата „Кошут“ и наградата „Атила Йожеф“.
Магда Секей умира на 30 април 2007 г. в Будапеща.

## Произведения
- Kőtábla (1962)[5][2]
- Átváltozás (1975)[3]
- Ítélet (1979) – избрани стихотворения
- Összegyűjtött versek (1992)
- Éden (1994) – интервю с Андрас Мезеи
- A testen túl (1996)
- Székely Magda összes verse (2000)
- Régi és új versek (2007)

## Награди
- За социалистическа култура (1967)[2]
- Награда „Грейвс“ (1973)
- Награда „Фюст Милан“ (1977)
- Награда на редакторите на художествена литература (1981)
- Награда на европейските редактори (1983)
- Награда „Атила Йожеф“ (1984)
- Кръст за заслуги на Република Унгария (1996)
- Награда „Тибор Дери“ (1997)
- Литературна награда на CET (1998)
- Награда „Янош Арани“ (2000)
- Мемориална награда „Салваторе Квазимодо“ (2002)
- Прима награда (2003)
- Награда „Кошут“ (2005)
- Мемориален медал „Пол Демени“ (2007)